# Val Codera
(Bollettino del Club Alpino Italiano, 1872)
La Val Codera è una valle secondaria della Valchiavenna compresa interamente nel comune di Novate Mezzola in provincia di Sondrio. Vi sono situati i villaggi di Avedée, Codera, Saline, Piazzo, Stoppadura, Bresciadega, Coeder, Cii, Cola e S.Giorgio di Cola (conosciuta anche come Cola inferiore).

## Geografia
La Val Codera confina con la Val Bondasca e la Val Masino. La valle è percorsa dal torrente Codera che sfocia nel Lago di Mezzola. Tra i monti che contornano la valle ci sono il Pizzo Badile, il Pizzo Cengalo e il Monte Gruf.

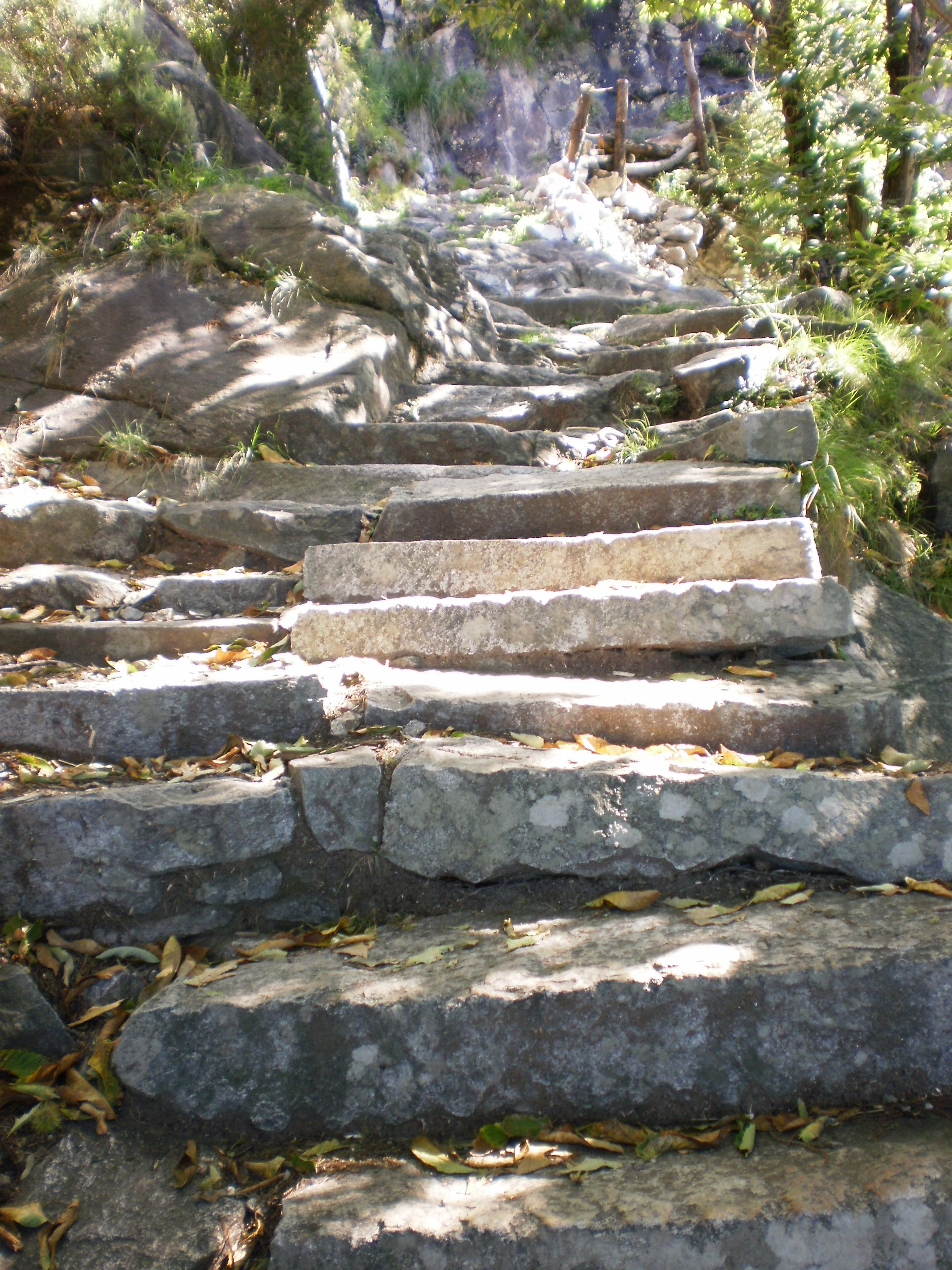
I caratteristici scalini che congiungono Mezzoalpiano a Codera

La valle è raggiungibile solo a piedi, in bicicletta o in elicottero poiché non esistono strade carrabili che la raggiungano. Si raggiunge percorrendo il sentiero che parte dal parcheggio sterrato situato in località di Mezzoalpiano, provenendo dalla stazione ferroviaria di Novate Mezzola.
Il sentiero è caratterizzato da una ripida sequenza di tornanti e scalini scavati nella roccia fino all'abitato di Avedée, da dove prosegue con un lieve declivio fino all'abitato di Codera.
Un sentiero alternativo è detto Tracciolino ed è stato costruito per la manutenzione degli impianti idroelettrici della valle ed è percorribile anche in bicicletta. Esso parte dall'abitato di Castén, nella Valle dei Ratti o lo si può raggiungere dall'abitato di San Giorgio, raggiungibile percorrendo il sentiero che parte in Via Lungo Codera Sinistro a Novate Mezzola.

## Storia
(Leonardo da Vinci, Codice Atlantico)

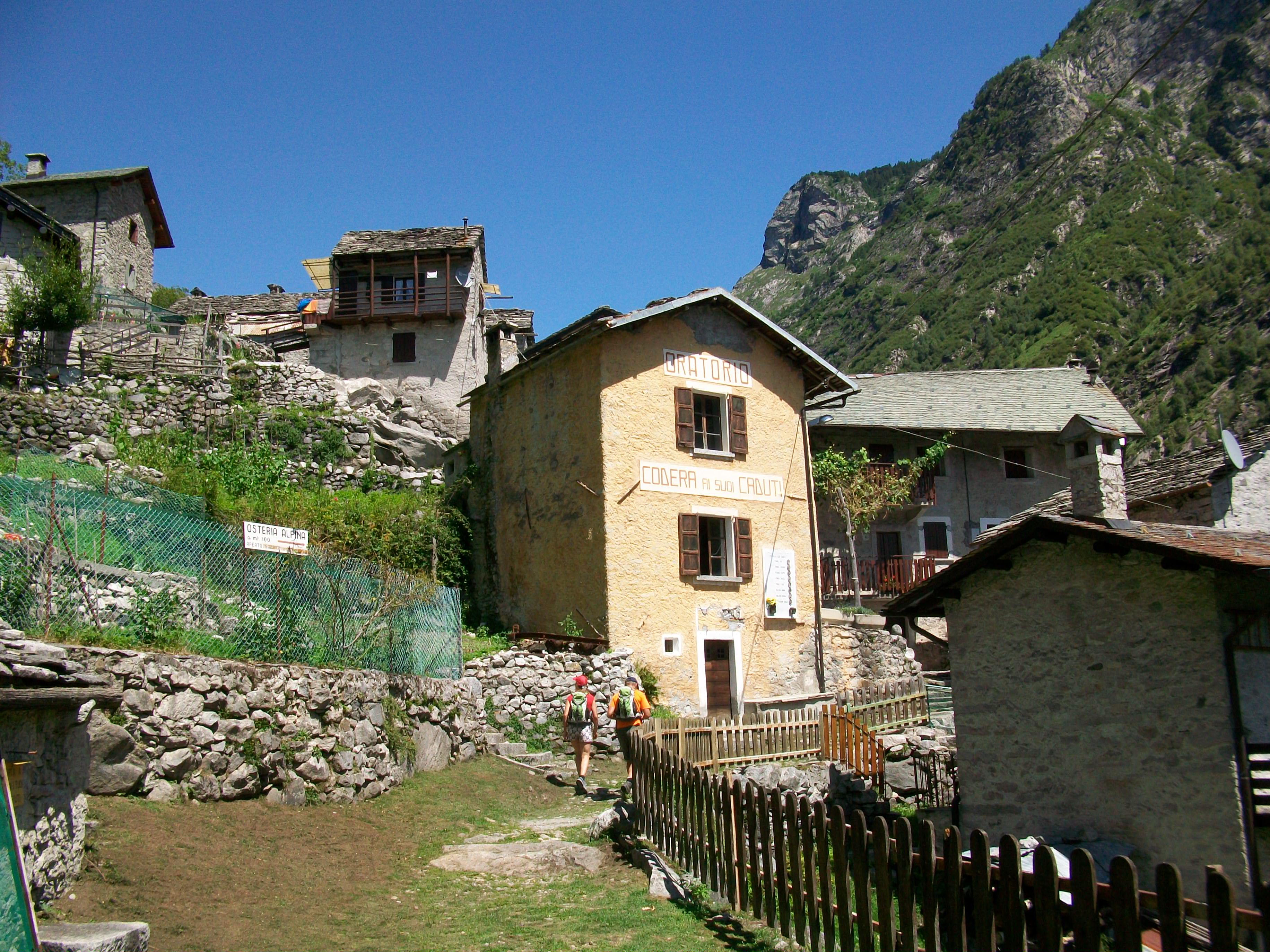
Oratorio nell'abitato di Codera.

La frequentazione protostorica è testimoniata dalla presenza di massi avelli. Seguì nella sostanza la storia della Val Chiavenna e della Valtellina all'interno del Ducato di Milano, prima, e del dominio grigionese, poi, che terminà nel 1797. Nel 1866, poco dopo l’unità d’Italia, il prefetto Scelsi curò la redazione di un’ampia statistica della provincia di Sondrio, dalla quale risultava che nelle 26 case di San Giorgio abitavano 17 famiglie e 69 persone (31 maschi e 38 femmine), 45 celibi, 20 coniugate e 4 vedove; 9 abitazioni risultavano già vuote. A Cii risultavano residenti 49 persone (26 maschi e 23 femmine), in 9 famiglie. Le case complessive erano 14, 9 abitate e 5 vuote.
Nel 1933 risiedevano in tutta la valle circa 500 persone. Durante il fascismo la valle fu frequentata dalle Aquile randagie, un gruppo scout clandestino. La prima Aquila randagia a scoprire la valle, ideale per operare in clandestinità data la sua inaccessibilità, fu Gaetano Fracassi nel 1935.
Nel dopoguerra vi fu un progressivo spopolamento, fenomeno comune a diverse valli alpine, seppur qui accentuato dalla mancanza di un adeguato collegamento con il fondovalle, più volte richiesto.
Nel 2001 a Codera sono stati censiti 10 abitanti.
(Gaetano Fracassi, 1935)

## Turismo e tradizioni
Tra le attrazioni turistiche della valle ci sono il Museo Etnografico di Codera e il museo "I Noss Regoord" di San Giorgio. Il rivestimento del palazzo municipale di Novate, completato nel 1991, è l'ultima delle opere pubbliche in cui sia stato utilizzato il sanfedelino: rimangono vecchie cave e numerosi abili artigiani della pietra che, con le raccolte museali di san Giorgio, sono la testimonianza di una presenza che ha reso speciale la Val Codera.
Tra le istituzioni tradizionali vi sono le quattro processioni annuali che si svolgono a Codera nei giorni di san Marco, san Giovanni Battista, Assunzione di Maria e san Rocco, quando le sacre effigi dei santi vengono trasportate per le vie del paese dai confratelli dalla tunica scarlatta.

## Economia
Soprattutto ad Avedèe, Cola e Codera, ma anche a Cii e San Giorgio sono presenti i terrazzamenti creati per recuperare terreno pianeggiante per l'agricoltura. Tra i prodotti locali vi erano la canapa e il lino per i tessuti, l'orzo, la segale, il granturco e la patata. Attualmente una parte minima dei campi degli abitati viene coltivata a patate, fagioli ed ortaggi; a San Giorgio, Codera e Cola vi è qualche campo di granoturco, della qualità quarantìn che matura entro ottobre.
A Codera una gestione associativa di alcuni coltivi, altrimenti abbandonati, permette di inviare per la distribuzione a Campo e Novate Mezzola un discreto quanto ricercato quantitativo di prodotti non trattati, come patate, di fagioli e di farina di granturco. Lo sfruttamento del legname è ormai pressoché assente, date le difficoltà di trasporto, anche se in passato estese superfici di bosco venivano utilizzate per questa attività, con flottazione al piano attraverso il fiume.
I castagneti (detti self) costituivano, sino a qualche decennio fa, una fonte di reddito. Per non sacrificare le scarse colture indispensabili al sostentamento, e soprattutto il foraggio per gli animali (poche vacche, numerose capre e pecore), ci si limitava al consumo dei prodotti degli alberi da frutto, di noci e di ciliegie.
L'allevamento semibrado delle capre è ancora il più diffuso; si contano in valle più di 300 capi, tenuti in stalla solo al momento della nascita dei capretti (marzo-aprile) che vengono venduti dal periodo pasquale in poi. Il bestiame bovino è ridotto a poche unità ammonticate durante l'estate all'alpeggio di Brasciàdiga, ove si possono trovare saporiti formaggi d'alpe. Tra i latticini il mascarpìn è esclusivo della valle. È un formaggio grasso di latte di capra dalla caratteristica forma affusolata, simile ad un dirigibile, che può essere gustato fresco come una ricottina o salato e lievemente affumicato, utilizzato da solo o come condimento di verdure e di primi piatti.
Strettamente correlato alla geologia della valle è stato lo sfruttamento del granito sanfedelino per la realizzazione di muri, tetti, stipiti, reggigronda, soglie, davanzali, scale e terrazze. Con questo granito sono costruite le panchine, i tavoli all'aperto e dei crotti, le vasche, i lavatoi, le mangiatoie per il bestiame. Per secoli l'estrazione, la lavorazione e l'esportazione del granito, sino alle grandi città di pianura sotto forma di pavé e di cordoli da marciapiede, ha permesso di integrare il reddito agricolo. Tra gli scalpellini (picapedra) era però diffusa la silicosi.